# Adrian Bowie
Adrian Michael Bowie, más conocido como Adrian Bowie (Greenbelt, 6 de agosto de 1989) es un jugador de baloncesto estadounidense que juega como escolta en el KK Alytaus Dzūkija de Lituania.

## Carrera
Adrian Bowie, comenzó formándose en la Universidad de Maryland como jugador de baloncesto. En 2007 jugó con los Maryland Terrapins en la NCAA donde aún no promediaba los puntos de etapas posteriores. En este equipo permaneció cuatro temporadas, hasta 2011.
Bowie llegó por primera vez a Europa en 2011, donde fue fichado por el SKS Polpharma polaco. Tras esto lo escogieron en el draft de la APBL y fue fichado por los Baltimore Shuckers. Su gran capacidad anotadora y su gran juego le valió para ser nombrado MVP de la temporada 2011-12. En la siguiente temporada fue fichado por el club alemán del Hertener Lowen, en el que realizó una muy buena temporada. En 2013 vino a España para jugar con el Club Baloncesto Ciudad de Córdoba de la Liga EBA. Sus grandes promedios de puntos en sus dos temporadas en el club cordobés, siendo uno de los jugadores presentes en el quinteto de mejores jugadores de la Liga EBA, hizo que equipos de la LEB Plata se fijasen en él. El Lucentum Alicante le fichó en 2015, debido a la gran progresión que mostró en las temporadas anteriores.  En 2016, el Covirán Granada se hizo con sus servicios.